# Абдеслам, Салах
Сала́х Абдесла́м (араб. صلاح عبد السلام‎, фр. Salah Abdeslam; род. 15 сентября 1989, Брюссель) — террорист, связанный с Исламским государством, гражданин Франции. Стал известен в первую очередь как один из главных организаторов террористических актов в Париже 13 ноября 2015 года, при которых были убиты 130 человек.

## Биография
Родился 15 сентября 1989 года в столице Бельгии Брюсселе. Его родители — иммигранты из Марокко. Имеет двух братьев, Ибрахима и Мухаммеда. Жил в брюссельском районе Моленбек-Сен-Жан, известном как место обитания преимущественно мусульманских иммигрантов. Здесь он подружился с ещё одной важной фигурой терактов в Париже, Абдельхамидом Абааудом. С 2010 года они совершили ряд проступков и преступлений, включая незаконное хранение психотропных веществ и кражу со взломом, за которые Абдеслам был заключён в тюрьму.
Постепенно радикализовался, что было обусловлено прежде всего интенсивным общением с Абааудом, вернувшимся в 2014 году из Исламского государства. Сам Салах Абдеслам в 2015 году побывал в общей сложности в шести странах Европейского союза. Незадолго до парижских терактов его имя было включено бельгийскими разведывательными службами в списки лиц, подозреваемых в терроризме.
Салах Абдеслам, как предполагается, был организатором террористических актов в Париже 13 ноября 2015 года. Он арендовал квартиры, гостиничные номера и несколько автомобилей; в одном из них отвёз злоумышленников к парижскому клубу Батаклан, где террористы впоследствии убили более 80 человек. Хотя сам Салах Абдеслам непосредственного участия в терактах не принимал, как организатор он вскоре стал одним из самых разыскиваемых людей в Европе.
Сразу же после нападения Абдеслам покинул Францию, прошли слухи о его возможном бегстве в Сирию, на территорию Исламского государства. Позднее выяснилось, что он прятался в брюссельском районе Моленбек. Как родители так и большинство жителей мусульман Моленбека знало о его местонахождении. Здесь полиция провела во второй половине ноября и в декабре 2015 года несколько крупных спецопераций, во время которых полицейские задержали десятки людей, связанных с терроризмом. Абдеслам был главной целью этих операций, но неоднократно ускользал от полицейских.
18 марта 2016 года Салах Абдеслам был задержан в квартире в брюссельском районе Моленбек. Во время задержания получил лёгкое ранение при попытке к бегству. День спустя он был выпущен из больницы в Сен-Пьер и 27 апреля экстрадирован во Францию.
20 мая 2016 года в Париже Салах Абдеслам впервые предстал перед судом, сотрудничать с судом он отказался, несмотря на обещание, данное адвокату.
23 апреля 2018 года Салах Абдеслам был приговорён судом в Брюсселе к 20 годам заключения по обвинению в покушении на убийство бельгийских полицейских 15 марта 2016 года.
В сентябре 2021 года в парижском Дворце правосудия начался судебный процесс по обвинению Салаха Абдеслама в участии в терактах в Париже и по обвинению ещё 19 обвиняемых в оказании помощи террористам.
29 июня 2022 года суд приговорил Салаха Абдеслама к пожизненному заключению.